# Держи-дерево колючее
Держиде́рево колючее, или палиу́рус христо́ва колю́чка, или палиу́рус шиповатый, или держиде́рево тернии Христа или (лат. Paliurus spina-christi), — листопадный кустарник или небольшое дерево семейства Крушиновые родом из Средиземноморья; растёт на севере Африки и в Евразии на пространстве от Марокко и Испании на западе до Ирана и Таджикистана на востоке, в том числе на юге России и Украины, на Кавказе, и в Средней Азии. Согласно легенде, из ветвей именно этого дерева был сплетён терновый венец Христа — в память об этом событии дано англоязычные обиходные названия «Christ’s Thorn», или «Jerusalem Thorn» — терновый венец.
В дикой природе растёт по берегам рек, вдоль сухих каменистых склонов, в ущельях, на высоте до 1500 м над уровнем моря.

## Описание
Кустарники или небольшие деревца высотой до трёх-четырёх метров, иногда образующие непроходимые заросли, что, по всей видимости, и дало растению его русское название.

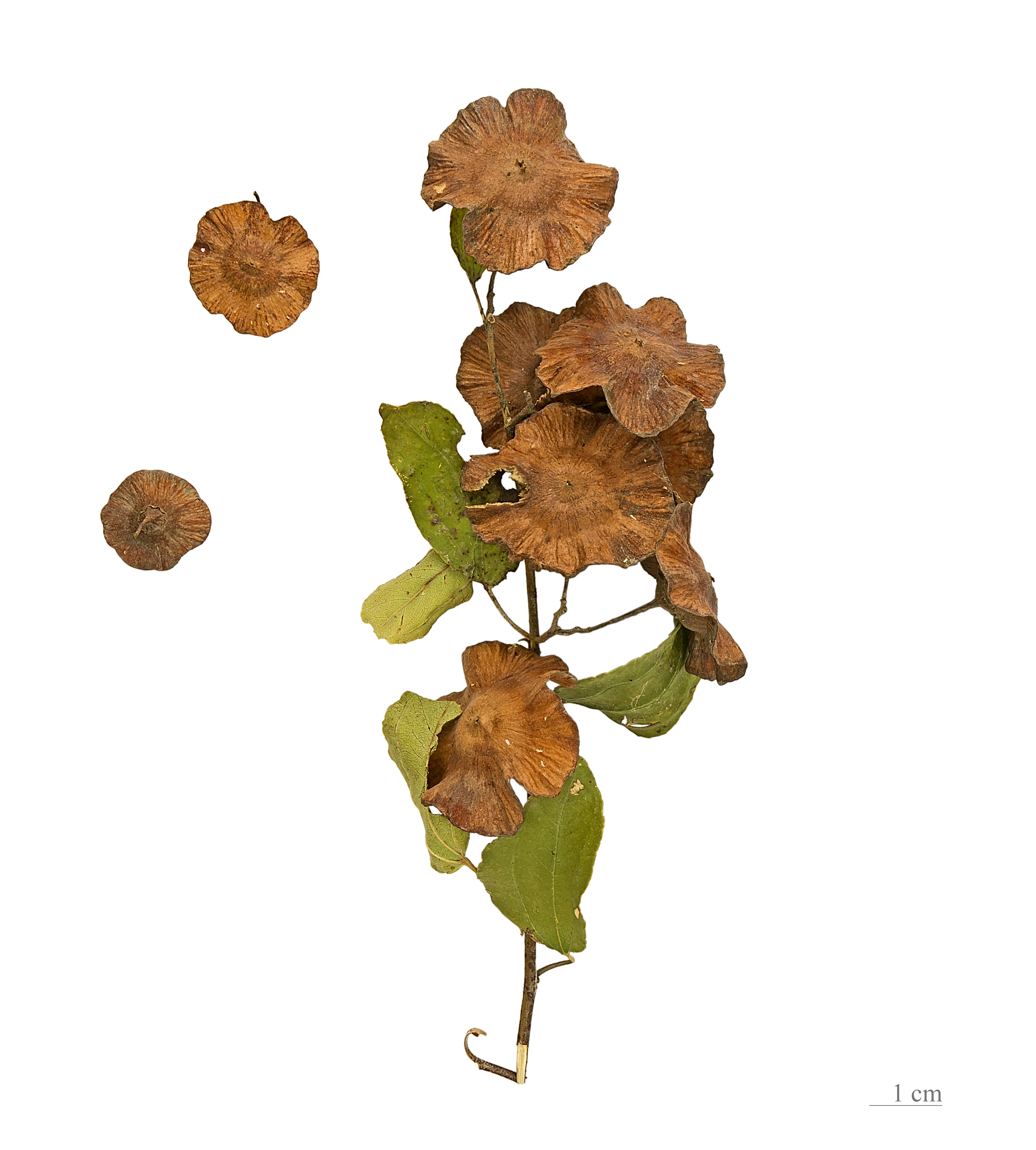
Плоды

Побеги зигзагообразные, с очередными листьями и двумя колючками, одна из которых прямая, а вторая выгнута назад.
Листья очередные, обратнояйцевидные, цельнокрайные или мелкопильчатые, на вершине суженные, блестяще-зелёные, длиной 2-5 см и шириной 1-4 см.
Цветки двуполые, очень мелкие, собраны в ложные зонтики. Лепестки желтовато-зелёные, не сросшиеся, числом пять. Тычинок также пять. Пестик из плодолистиков с двух-трёхгнёздной полунижней завязью. Цветение в июле-августе.
Плод — полусферическая одревесневшая костянка диаметром 2,0-3,5 см, покрытая желтовато-коричневым шерстистым диском; содержит в себе 2-3 плоских обратнояйцевидных семени. Плодоношение в октябре — декабре.

## Использование
Растение культивируют в декоративных и лечебных целях. При построении ландшафтов используют как живые изгороди. Хорошо приживается на песчаных и глинистых почвах. Может расти как в сильнощелочном, так и в кислом грунте. Предпочитает открытые или слегка затенённые (редколесье) территории. Растёт как в хорошо дренированном, так и во влажном грунте. Устойчив к засухе.
В качестве лекарства используют плоды, отвар которых обладает противовоспалительным, отхаркивающим и спазмолитическим действием.
Медонос. Мёд, полученный из держидерева, обладает рядом целебных свойств:
- Улучшает работу кишечника при запорах, выступая в качестве мягкого слабительного средства
- Способствует отхаркиванию мокроты при простудах и бронхитах
- Служит общеукрепляющим средством при авитаминозах, переутомлении.